# يو إف سي ليلة القتال: ماتشيدا ضد دولواي
يو إف سي ليلة القتال: ماتشيدا ضد دولواي (بالإنجليزية: UFC Fight Night: Machida vs. Dollaway)‏ هو حدث لفنون القتال المختلطة نظمته يو إف سي، وأُقيم في 20 ديسمبر 2010، على جيناسيو خوسيه كوريا في بارويري، البرازيل.